# São Vicente (escola de samba)
O GRDC São Vicente é uma escola de samba da cidade de Paranaguá, no estado brasileiro do Paraná.
A escola sagrou-se hexacampeã do carnaval da cidade em 2010, e heptacampeã em 2011.
Em 2012, não desfilou.

## Carnavais
| Ano                   | Colocação | Grupo    | Enredo                                                    | Carnavalesco | Ref.  |
| --------------------- | --------- | -------- | --------------------------------------------------------- | ------------ | ----- |
| 2010                  | Campeã    | Especial | Curitiba, Uma Capital sem Igual, Orgulho do Nosso Paraná. |              |       |
| 2011                  | Campeã    | Especial | Faces                                                     |              | [ 1 ] |
| Não desfilou em 2012. |           |          |                                                           |              |       |